# Saline de Serre-les-Sapins
La saline de Serre-les-Sapins est une concession de sel restée inexploitée à Serre-les-Sapins dans le département du Doubs, en région de Bourgogne-Franche-Comté. Le sel est découvert par un sondage en 1898 dans la foulée de la découverte du gisement de Miserey.
Le gisement exploité autour de Miserey-Salines correspond au bassin salifère de Franche-Comté daté du Trias supérieur.